# Agulhasbank

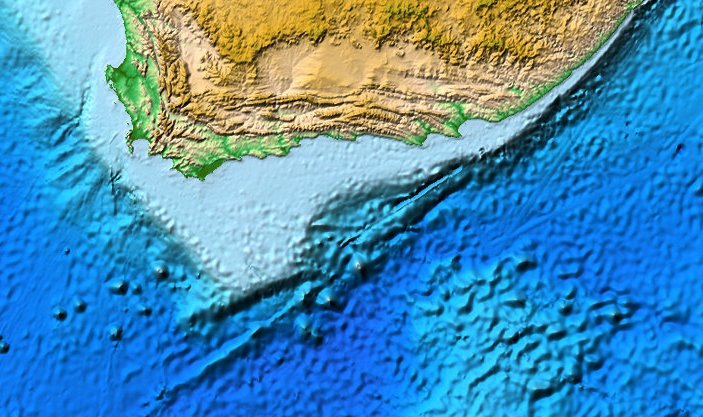
De Agulhasbank in lichtblauw

De Agulhasbank is een breed, ondiep deel van het zuidelijke Afrikaanse continentale plat dat zich uitstrekt tot 250 kilometer ten zuiden van Kaap Agulhas voordat het steil afdaalt naar de abyssale vlakte.
Het is het oceaangebied waar de warme Indische Oceaan en de koude Atlantische Oceaan elkaar ontmoeten. Deze convergentie leidt tot verraderlijke zeilomstandigheden, die in de loop der jaren verantwoordelijk zijn voor talloze vernielde schepen in het gebied. De ontmoeting van de oceanen hier voedt echter ook de voedingsstoffencyclus voor het leven in zee, waardoor het een van de beste visgronden in Zuid-Afrika is.
Het gebied ligt in de mariene ecoregio Agulhasbank.